# ヒトトウタ
『ヒトトウタ』は一青窈の2枚目のカバー・アルバム。

## 解説
本作は1912年に日本が日米友好の証としてアメリカのワシントンDCへ贈った「桜」の返礼として1915年に日本へハナミズキが贈られてから100周年となった2015年に、"ハナミズキ返礼100周年"を記念して制作された。
また、一青は自身の代表曲である「ハナミズキ」を本作のためにセルフカバー。一青の母校の森村学園の合唱部の女子生徒達を迎えてコーラスを入れる等の豪華なアレンジに仕上げた。また、今作の発表に合わせて「ハナミズキ」のレコーディング風景を映したリリックビデオが公開された。

## 収録曲

### CD
1. ハナミズキ
作詞：一青窈 / 作曲：マシコタツロウ / 編曲：武部聡志
本作のために新たにアレンジが加えられてボーカルが新録音されており、一青としては初のセルフカバーとなった。
2. 幸せな結末
作詞：多幸福 / 作曲：大瀧詠一 / 編曲：遠山哲朗
大滝詠一のカバー
3. たしかなこと
作詞・作曲：小田和正 / 編曲：本間昭光
小田和正のカバー
4. Everything
作詞：MISIA / 作曲：松本俊明 / 編曲：武部聡志
MISIAのカバー
5. アイ
作詞・作曲：秦基博 / 編曲：川江美奈子
秦 基博のカバー
6. ジュリアン
作詞: 中山加奈子 / 作曲: 奥居香 / 編曲：根岸孝旨
PRINCESS PRINCESSのカバー
7. 瑠璃色の地球
作詞：松本隆 / 作曲：平井夏美 / 編曲：武部聡志
松田聖子のカバー
8. 糸
作詞・作曲：中島みゆき /編曲：武部聡志
中島みゆきのカバー
9. ロマン
作詞・作曲：玉置浩二 / 編曲：田中義人
玉置浩二のカバー
10. 青春の影
作詞・作曲：財津和夫 / 編曲：遠山哲朗
チューリップのカバー
11. 四照花（ハナミズキ Chinese Ver.)
Bonus Track

### DVD (初回限定盤のみ)
一青窈 TOUR 2014-2015 〜私重奏〜
- 2015.2.28 TOUR FINAL @EX THEATER ROPPONGI

1. ロマンス♡カー
2. 勝負!!!
3. 千本椿
4. LINE
5. GOKAI feat.トランスパランス
6. もらい泣き
7. ワイヤレス
8. パパママ
9. ハナミズキ
10. 蛍